# De beschermer en handhaver van de sociale wetgeving
De beschermer en handhaver van de sociale wetgeving is een artistiek kunstwerk in Amsterdam-Zuid.
De Rijksverzekeringsbank betrok in 1939 hun gebouw aan de  Apollolaan 15. Het gaf in 1940 aan de twee beeldhouwers Hildo Krop en Frits van Hall de opdracht voor het leveren van twee beelden, te plaatsen in nissen in de pijlers, die de overstek van het gebouw dragen. Van Hall en zijn gipsen mal voor zijn beeld overleefden de Tweede Wereldoorlog niet. Hildo Krop refereerde er wel aan in zijn in memoriam F.J. van Hall in De vrije kunstenaar van 11 augustus 1945. Aan Han Wezelaar werd in 1951 gevraagd een alternatief te maken: De beschermster van de sociale zorg en gerechtigheid.  
Krop was sneller. Hij maakte eerst een kleiner exemplaar van gips. Vervolgens maakte hij in vier maanden een mal voor het uiteindelijke werk. De mal werd overgebracht naar de bronsgieterij Binder in Haarlem, die het op de grens van 1940/1941 goot. Het beeld werd eind januari 1941 overgebracht naar het Stedelijk Museum Amsterdam.
Krop maakte een allegorische voorstelling waarbij een mannenfiguur in zijn rechterhand (een veel kleinere) vrouwenfiguur draagt en in zijn linkerhand een zwaard vasthoudt. De vrouwenfiguur staat voor de sociale wetgeving. De stijl van het beeld is klassieker dan de beelden die hij maakte tijdens de periode van de Amsterdamse School. De een (Buitenbeeld in beeld) ziet een verschuiving naar Griekse en Italiaanse beeldhouwkunst, de ander (Tim Swings) ziet invloeden van Sociaal realisme. Op 29 juli 1954 werden de beide beelden onthuld door staatssecretaris Aat van Rhijn van Ministerie van Sociale Zaken.